# 北河庄镇
北河庄镇，是中华人民共和国河北省邢台市宁晋县下辖的一个乡镇级行政单位。

## 行政区划
北河庄镇下辖以下地区：
北河庄一村、北河庄二村、北河庄三村、北河庄四村、北河庄五村、东沙良村、西沙良村、南河庄村、西河庄村、高庄村、柏房村、范家庄村、东河庄村、素邱一村、素邱二村、素邱三村、东陈一村、东陈二村、东陈三村、东陈四村、塔底村、翟村、小曹庄村、西赵村、中兴村、东孟村、西孟村、北孟村和候家庄村。